# Missa cantata
Missa cantata (En latín, misa cantada) es una forma de misa definida oficialmente en 1960 como una misa cantada sin ministros sagrados, es decir, diácono y subdiácono. se distingue de la mis solemne por tener solo 2 velas encendidas en lugar de 6.
Una variante de esta sería la Missa Lecta (Misa leída) en la que el sacerdote no canta las oraciones ni hay coro. 

## Ceremonia
La Missa cantata entró en uso durante el siglo XVIII y estaba destinada para su uso en países no católicos donde los servicios de un diácono o un subdiácono (o un clero para llenar estas partes en la ceremonia de la misa) no eran fáciles de obtener. Estaba destinado a ser utilizado en lugar de la misa solemne los domingos y los principales días festivos.